# 피로딕티움속
피로딕티움속은 피로딕티움과의 한 속이다.
해저에서 서식하는 초고온성 세균이며, 섭씨 80 °C - 105 °C에서 최적의 성장률을 보인다. 독특한 세포 구조를 가지고 있으며, 심해의 섭씨 300 - 400 °C의 열수구에서 발견되고, 또 이런 극단적인 온도에서도 서식하는 것이 가능하다.